# Scotiabank Arena
Scotiabank Arena, fostă Air Canada Centre (ACC), este o arenă multifuncțională situată pe Bay Street din districtul South Core din centrul orașului Toronto, Ontario, Canada. Este locul unde joacă meciurile de pe teren propriu echipele Toronto Raptors (NBA) și Toronto Maple Leafs din (NHL). În plus, echipele din ligile inferioare Toronto Marlies din American Hockey League (AHL) și Raptors 905 din NBA G League joacă ocazional meciuri pe această arenă. Arena a fost anterior gazda echipei Toronto Phantoms din Arena Football League (AFL) și a echipei Toronto Rock din National Lacrosse League. Scotiabank Arena găzduiește și alte evenimente, cum ar fi concerte, convenții politice și competiții de jocuri video.
Arena are o suprafață de 61.780,5 metri pătrați. Este deținută și operată de Maple Leaf Sports & Entertainment Ltd. (MLSE), același grup care deține francziele Leafs și Raptors, precum și echipele lor de dezvoltare. În 2018, Scotiabank Arena a fost a 13-a cea mai ocupată arenă din lume și cea mai ocupată din Canada. Este, de asemenea, cea mai fotografiată locație din Canada pe Instagram, potrivit BuzzFeed. Scotiabank Arena este legată de gara Toronto Union, la stația de metrou și la terminalul de autobuz prin PATH.